# Jibou
Jibou (rumænsk: ʒiˈbow ( hør); ungarsk: Zsibó; tysk: Siben; jiddisch: זשיבוי) er en by i distriktet  Sălaj i Transsylvanien i Rumænien med 9.677 (2021) indbyggere. Jibou omfatter den egentlige by og andre fire landsbyer: Rona (ungarsk: Szilágyróna), Cuceu (Kucsó), Husia (Hosszúúújfalu) og Var (Szamosőrmező).

## Geografi
Jibou ligger ved floden Someș, ca. 25 km nordøst for distriktsbyen Zalău; de to byer er forbundet med nationalvejen DN1H og amtsvejen DJ108A samt med jernbanen. De største attraktioner er det gamle Wesselényi-slot, Vasile Fati botaniske have og de termiske bade.

## Historie
Byen ligger i et dako-romersk område og udviklede sig tidligt som en landlig bebyggelse. Jibou er kendt tilbage til 1205, under navnet Chybur. Blandt de mange navne, som Jibou bar, er titlerne villa (by) i 1219 og oppidum (befæstet by) i 1564, , som vidner om lokalitetens betydning på den tid. Jibou er sandsynligvis ældre end dens første dokumentariske attestering, da den romerske vej, der forbandt castraen Tihău med castraen Porolissum, gik gennem dens grænse. Udviklingen af Jibou fortsatte i middelalderen, men led under tyrkiske invasioner som dem i 1610 og 1665.